# Nissan Nuvu
La Nissan Nuvu est un concept-car de voiture électrique fonctionnant avec des batteries Lithium ion. Présentée au salon de l'automobile de Paris en octobre 2008, c'est une citadine d'à peine trois mètres de long dont la commercialisation était prévue pour 2010 ou 2011.
Dans le même segment, Nissan produit la Leaf depuis 2010.